# Château de Longevialle
Le château de Longevialle est un château, protégé des monuments historiques, situé à Loubaresse, dans le département français du Cantal.

## Histoire
Le château a été construit vers 1690 par Antoine Guerin Falcon de Longevialle, mais on retrouve des traces d'une occupation dès le XVIe siècle.
Il restera le fief des Falcon de Longevialle jusqu'en 1958, s'agrandissant  au fil des siècles pour devenir le bâtiment en fer à cheval que l'on connait aujourd'hui, complété par  deux bâtiments en avant-corps.
En 1958, les Longevialle sont expropriés dans le cadre de la construction du barrage de Grandval, et les deux bâtiments en avant-corps détruits. Des éléments de décoration sont alors démontés avec l'accord du propriétaire pour être remontés dans des demeures voisines. En 1961, EDF ayant renoncé à la démolition du bâtiment principal, décide de le céder et le château retourne dans la famille.
Malheureusement, inhabitable et isolé, il va subir les assauts du temps et des pillards qui le débarrassent des dernières boiseries et parquets.
En 1979, la Maison du Paysan (qui deviendra écomusée de Margeride) dirigée par Guy Brun propose de racheter le château et d'en assurer la restauration et l'animation. Le château reçoit le prix Chefs-d'œuvre en péril en 1980 pour la restauration de l'aile nord et obtient une inscription au titre des monuments historiques en 1986 pour les élévations, la toiture et le magnifique escalier en granit qui récupère son balustre démonté en 1958.
En 2000, le Syndicat mixte Garabit-Grandval devenu propriétaire prend la décision de le mettre en vente plutôt que de lancer une importante campagne de restauration de l'aile sud dont la toiture menace. Jean-Yves de Longevialle se porte acquéreur en janvier 2001 et reprend immédiatement le programme de restauration.
Après la réfection de la charpente et de la couverture, le propriétaire s'attache désormais à retrouver des éléments de décoration d'origine (portes, boiseries, cheminées) afin de restaurer le château tel qu'il était en 1958 avant l'expropriation.

## Architecture
Le château se compose d'un édifice en « U » sur deux niveaux et des combles et possède caves ainsi que d'anciennes étables et granges. Un escalier d'honneur avec rampe en fer forgé précède l'entrée principale et est supporté par quatre colonnes en granit.